# Liste der Naturdenkmale in Ettringen (Eifel)
Die Liste der Naturdenkmale in Ettringen nennt die im Gemeindegebiet von Ettringen ausgewiesenen Naturdenkmale (Stand 2. Mai 2024).

## Ehemalige Naturdenkmale
| Nr. | Bezeichnung | Lage                                          | Beschreibung                                 | Bild                                    |
| --- | ----------- | --------------------------------------------- | -------------------------------------------- | --------------------------------------- |
|     | Buche       | Beller Straße, am nördlichen Ortseingang Lage | Fagus sylvatica; Rechtsverordnung aufgehoben | Direkt Bild zu diesem Denkmal hochladen |